# Срби у Казахстану
Срби у Казахстану су грађани Казахстана српског порекла и Срби који живе и раде у Казахстану.

## Историја
На простору Казахстана Срби се углавном насељавају појединачно. Своје фирме у Казахстану имају Милан Јанковић, власник компаније „Zepter International“ и Зоран Дракулић, власник компаније „The East Point Holdings Ltd.“. На челу казахстанске компаније „Казцинк“, која се бави производњом олова и цинка и управља највећим рудницима у Казахстану, је Никола Ник Поповић, који има велико поштовање председника Казахстана. Последњих година у Казахстан долазе монгобројни српски спортисти, нарочито фудбалери. Међу познатим фудбалерима који су наступали за казахстанске клубове су Ђорђе Туторић, Миланко Рашковић, Славољуб Ђорђевић, Бранислав Трајковић, Ђорђе Деспотовић, Немања Максимовић, као и Ненад Ерић, који је добио казахстанско држављанство и дебитовао за фудбалску репрезентацију Казахстана. Од кошаркаша који су наступали у Казахстану, познати су Лука Дрча и Бранко Цветковић. Репрезентативац Казакхстана у ватерполу је Бранко Пековић.

## Демографија
Према совјетском попису из 1989. године, у Казахстану је живело 183 Срба. На основу података Републичког завода за статистику Србије, последњих година у Казахстан се иселило 104 Срба.